# فيلاماكولوم
بلدية فيلاماكولوم (بالإسبانية: Vilamacolum) هي بلدية تقع في مقاطعة جرندة التابعة لمنطقة كتالونيا شمال شرق إسبانيا.

## الديموغرافيا
بلغ عدد سكان بلدية فيلاماكولوم 299 نسمة عام 2011 (وفقاً للمعهد الوطني الإسباني للإحصاء).
| 252 | 255 | 281 | 292 | 293 | 322 | 299 |